# Ramon Teixé i Boldú
Ramon Teixé i Boldú (Barcelona, 1873-1926) fue un pintor, forjador y orfebre modernista español.

## Biografía
Estudió pintura con Enric Serra, grabado con Jaume Nobas, medallística con Jaume Escriu, escultura con Rossend Nobas y cerámica con Antoni Serra Fiter, pero destacó sobre todo como forjador y repujador, siendo autor de los elementos de forja de la casa Garí de Argentona, obra de Josep Puig i Cadafalch. Realizó también las lámparas del despacho de la presidencia del Palacio de la Generalidad de Cataluña.
También incursionó en la joyería, elaborando joyas de hierro, combinado en ocasiones con esmalte, en un estilo que recuerda la obra de Josep Maria Jujol.
En el campo de la pintura se movió en un estilo más realista, en contraposición al modernismo de su obra artesanal.